# Syringodium
Syringodium is een geslacht uit de familie Cymodoceaceae. Het geslacht is voor het eerst beschreven in 1860 door Friedrich Traugott Kützing in zijn werk Algae Marinae Exsiccatae. De soorten komen voor langs de kusten van tropische en subtropische wateren zoals de Indische Oceaan, de Grote Oceaan, de Caraïbische Zee en de Golf van Mexico.

## Soorten
- Syringodium filiforme Kütz. (1860)
- Syringodium isoetifolium (Asch.) Dandy (1939)